# Lestes angularis
Lestes angularis är en trollsländeart som beskrevs av Fraser 1929. Lestes angularis ingår i släktet Lestes och familjen glansflicksländor. IUCN kategoriserar arten globalt som otillräckligt studerad. Inga underarter finns listade i Catalogue of Life.